# Campionato asiatico di flag football
Il Campionato asiatico di flag football è una competizione sportiva internazionale a cadenza biennale per squadre nazionali maschili, in cui si assegna il titolo asiatico di flag football.

## Elenco edizioni

### Maschile
| Anno          | Ospitante            |            | Finale    | Finale     | Finale        |           | Finale terzo e quarto posto | Finale terzo e quarto posto | Finale terzo e quarto posto |
| Anno          | Ospitante            | Vincente   | Risultato | 2º posto   | 3º posto      | Risultato | 4º posto                    |                             |                             |
| 2015 Dettagli | Hồ Chí Minh, Vietnam | Thailandia | 27 - 20   | Giappone   | Corea del Sud | 22 - 19   | Filippine                   |                             |                             |
| 2017 Dettagli | Manila, Filippine    | Giappone   | 32 - 20   | Thailandia | Corea del Sud | 32 - 26   | Filippine                   |                             |                             |

#### Albo d'oro
| Squadra       | 1º | 2º | 3º |
| ------------- | -- | -- | -- |
| Giappone      | 1  | 1  | 0  |
| Thailandia    | 1  | 1  | 0  |
| Corea del Sud | 0  | 0  | 2  |